# Емелин Панкхерст
Емелин Панхерст (енгл. Emmeline Pankhurst; Манчестер, 14. јул 1858 — Лондон, 14. јун 1928) је била један од оснивача Социјално-политичке уније жена (1903). Организовала је бројне митинге и демонстрације за женско право гласа у Британији због чега је осам пута била у затвору. Као вођа британског покрета суфражеткиње критикована је за милитанто субверзивне активности ради постизања права гласа. Критичари имају опречна мишљења око терористичког деловања и метода које је она заступала и примењивала али засигурно њен рад је оставио неизбрисив траг и подстакао друштво и власт у Британији да се женама омогући право гласа.
Емелин Панхерст заједно са својим мужем Ричардом 1889. године, четрнаест година пре оснивања Социјално-политичке уније жена (1903), основала је Лигу за право гласа жена. Главни циљ организације био је да обезбеди право гласа за жене на локалним изборима. Када се та организација распала, Емелин је покушала да се учлани у левичарску лабуристичку партију али није примљена због сексизма.

## Младост
Емелин Панхерст је веровала да је рођена на дан пада Бастиље, 14. јула а не петнаестог како јој је написано у крштеници. 1908. године изјавила је "Увек сам мислисла да је чињеница што сам рођена на тај дан имала неку врсту утицаја на мој живот".
Емелин Панхерст долазила је из породице која је имала радикална политичка уверења. Њен отац Роберт Голден (Robert Goulden) учествовао је у кампањама против ропства и закона о кукурузу. Емелин деда био је један од демонстраната у масакру код Питерлоа. Емелина мајка Софија Кран (Sophia Crane) била је страствени борац за једнако право гласа међу половима, и своју ћерку је водила на суфражетске скупове. Њен отац Роберт Голден познавао је и подржавао британског филозофа и емпиристу Џона Мила који се сматра једним од најранијих феминиста. Под утицајем и оца и мајке Емелин и њена сестра Марија учествовале су на демонстрацијама за право гласа жена. Током краја 1860. године Манчестер је постао поприште једног од најранијих кампања за женско право гласа, тада двoгодишња Емелин присуствовала је томе и то је извршило велики утицај на њен каснији поглед на живот. Учествовање као дете у остварењима права и политичке активности
 њене фамилије, учиниле су да једног дана постане лидер за једнакост полова у политичком животу.

## Полицајци се брутално сукобљавају на митингу жена
1910 године Емелин је предводила марш на парламент са више од три стотине жена. Они су наишли на бруталан и свиреп отпор британске полиције који је наредио тадашњи државни секретар Винстон Черчил. Тадашњи премијер Херберт Хенри Асквит је одбио да се види са Емелин Панкхерст. Године 1912. Емилин је учествовала у кампањи разбијања прозора. Полиција је упала у канцеларије Социјално политичке уније жена и ухапсила Емелин, која је осуђена за удруживање ради вршења материјалне штете. Затворена је у Холовеј (Holloway Prison), где је ступила у штрајк глађу, па су је присилно хранили чувари затвора. Описујући касније своје искуство у затвору Холовеј, Емилин је рекла:"Затвор Холовеј је постао место ужаса и мучења. Болесне сцене насиља догађале су све свакога дана и часа."
У наредним годинама била је небројено пута хапшена, да би се заштитила од малтретирања од стране полиције, чували су је телохранитељи. Долазило је до нереда и физичког обрачунавања телохранитеља и полиције кад год су покушали да је ухапсе.
Британија је 1913. године увела привремено отпуштање затвореника ткзв. акт о затвореницима познат у Енглеској под називом "закон мачке и миша". Пошто су суфражеткиње протестно штрајковале глађу у затворима, долазило је до озбиљног нарушавања њиховог здравља. Држава да би избегла лош публицитет, издала је закон којим се, чим дође до нарушеног здравља суфражеткиња, оне отпуштају кући на опоравак, а затим када се опораве, поново су затваране.

## Изјаве Емелин Панкхерст
| „                  | Држала сам говоре да би подстакла жене да усвоје методе побуне какве су мушкарци користили у свакој револуцији. | ” |
| — Емелин Панкхерст | |   |

| „                  | Када Енглез разбије прозор то се сматра искреним изражавањем политичког мишљења. Када Енглескиња разбије прозор то се третира као кривично дело. | ” |
| — Емелин Панкхерст | |   |

| „                  | Никада нисам саветовала да се угрози нечији живот, али јесам да се уништи имовина. | ” |
| — Емелин Панкхерст |                                                                                    |   |

| „                  | Поломљено стакло је најдрагоценији аргумент у савременој политици. | ” |
| — Емелин Панкхерст |                                                                    |   |

| „                  | Жене које чине половину људске расе морамо ослободити, да би оне ослободиле другу половину | ” |
| — Емелин Панкхерст |                                                                                            |   |

| „                  | Ми смо овде, не зато да би смо кршили закон него да га испунимо. | ” |
| — Емелин Панкхерст |                                                                  |   |

## Почетком првог светског рата британска влада ослобађа суфражеткиње
Британска влада је одлучила да ослободи све затворенице у замену да помогну у новонасталим ратним околностима. Емелин Панкхерст је позвала све активисте да прекину милитанте активности и прикључе се хуманитарном помагању. 1915. године су назив часописа суфражеткиње променили у Британиа, да прикажу нови патриотски фокус организације. Сматрали су да Немачка представља опасност за читаво човечанство и да је британској влади потребна подршка свих грађана. Емелин је позивала владу да пружи помоћ британским савезницима на Балкану.
За време рата помагала је деци чији су очеви били на фронтовима. Усвојила је четворо деце, а на питање како са 57. година успева да се издржава са још четворо усвојене деце, одговорила је "Драги моји чудим се да нисам усвојила четрдесет".